# Godenschemering en andere verhalen
Godenschemering en andere verhalen (Engelse titel: What's It Like Out There? and Other Stories) is een sciencefictionverhalenbundel van de Amerikaanse schrijver Edmond Hamilton. 

## Korte verhalen
1. Het eiland van de slaper (The Isle of the Sleeper, 1951)
2. Godenschemering (Twilight of the Gods, 1948)
3. De herberg buiten de wereld (The Inn Outside the World, 1945)
4. Hoe is het daar? (What's it Like Out There?, 1947)
5. De koning der schaduwen (The King of Shadows, 1947)
6. Slangenprinses (Serpent Princess, 1948)
7. De sterren, mijn broeders (The Stars, my Brothers, 1962)
8. Transuranië (Transuranic, 1948)
9. Uitgestoten (Castaway)
10. De wachter der tijden (The Watcher of the Ages, 1948)
11. De wereld van een dromer (Dreamer's World, 1941)
12. Zomervuur (Sunfire!, 1962)